# Europastraße 90
Die Europastraße E 90 ist ein Verkehrsweg, der sich von Lissabon (Portugal) bis zur türkisch-irakischen Grenze im Osten erstreckt. Ähnlich wie die E 80 durchquert er drei Zeitzonen.
Die E 90 führt durch mehrere europäische Länder und umfasst auch folgende Seewege: Barcelona (Spanien)–Mazara del Vallo (Italien); Messina (Italien) bis Reggio di Calabria (Italien); Brindisi (Italien) bis Igoumenitsa (Griechenland) und Eceabat (Türkei) nach Canakkale (Türkei) und von dort weiter bis zur türkisch-irakischen Grenze.

## Verlauf

### Überblick
| Als:         | Abschnitt:                       | Strecke: |
| ------------ | -------------------------------- | -------- |
| Portugal     |                                  |          |
| A12          | Lissabon – Setúbal               | 35 km    |
| A2           | Setúbal – Landeira               | 19 km    |
| A6           | Landeira – Elvas                 | 158 km   |
| Spanien      |                                  |          |
| A5           | Badajoz – Móstoles               | 389 km   |
| M40          | Móstoles – Torrejón de Ardoz     | 45 km    |
| A2           | Torrejón de Ardoz – Alfajarín    | 312 km   |
| AP2          | Alfajarín – Vilanova i la Geltrú | 213 km   |
| AP7          | Vilanova i la Geltrú – Barcelona | 66 km    |
| Italien      |                                  |          |
| A29          | Mazara del Vallo – Palermo       | 129 km   |
| A19          | Palermo – Termini Imerese        | 49 km    |
| A20          | Termini Imerese – Messina        | 176 km   |
| A2           | Villa San Giovanni – San Leo     | 19 km    |
| SS106        | San Leo – Tarent                 | 479 km   |
| SS7          | Tarent – Brindisi                | 67 km    |
| Griechenland |                                  |          |
| A2           | Igoumenitsa – Alexandroupoli     | 657 km   |
| Türkei       |                                  |          |
| D110         | Ahır – Keşan                     | 29 km    |
| D550         | Keşan – Çanakkale                | 116 km   |
| D200         | Çanakkale – Karacabey            | 205 km   |
| O5           | Karacabey – Bursa                | 41 km    |
| D200         | Bursa – Ankara                   | 392 km   |
| O20          | Ankara – Gölbaşı                 | 17 km    |
| O21          | Gölbaşı – Tarsus                 | 434 km   |
| O51          | Tarsus – Adana                   | 41 km    |
| O52          | Adana – Şanlıurfa                | 370 km   |
| D400         | Şanlıurfa – Cizre                | 303 km   |
| D430         | Cizre – Silopi                   | 44 km    |

### Portugal

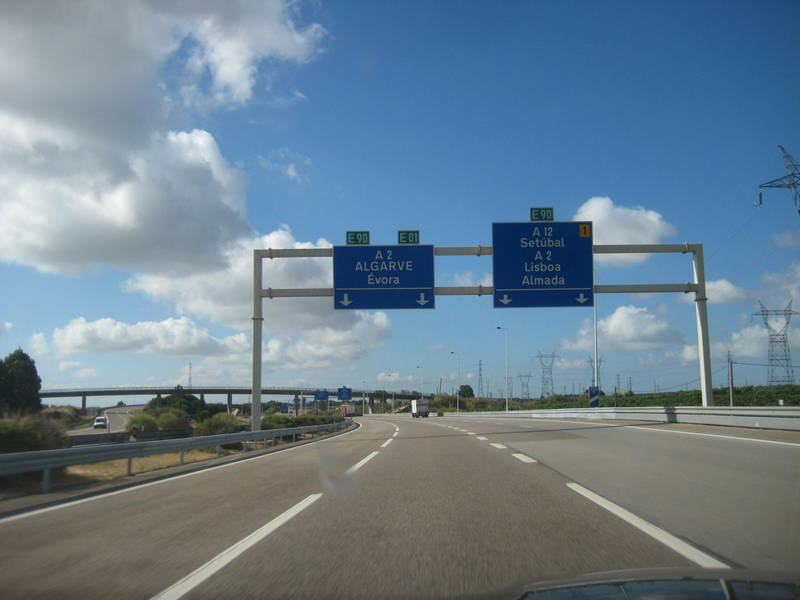
Kreuzung E 90/E 01 östl. Lissabon

Die E 90 führt insgesamt 216 Kilometer durch die Mitte Portugals:
- A-2: Lissabon–Autobahnkreuz A-13 und A-6 bei Marateca (58 km)
- A-6: Autobahnkreuz A-13/A-6–Grenze nach Spanien bei Caia bzw. Badajoz (158 km)

### Spanien

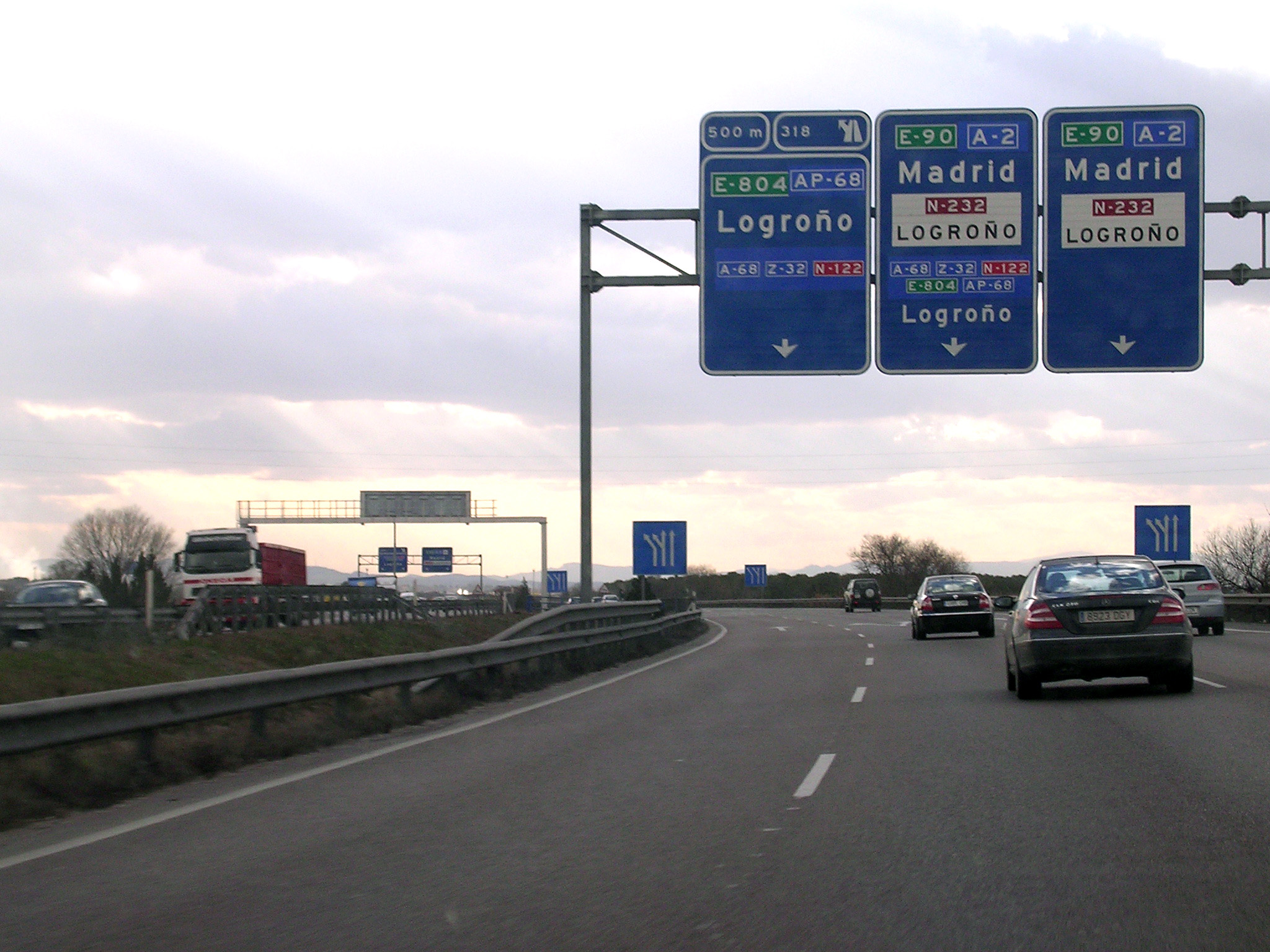
Die E 90 bei Saragossa, Spanien

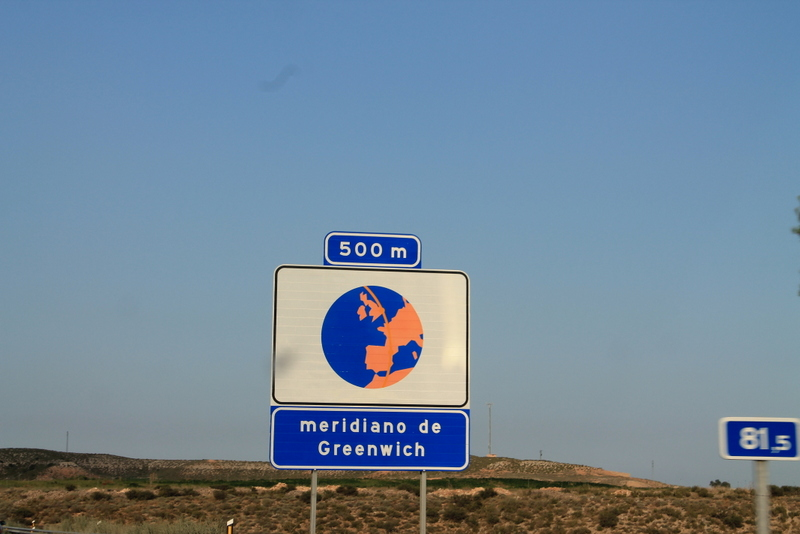
Tafel am Nullmeridian zw. Zaragoza u. Barcelona

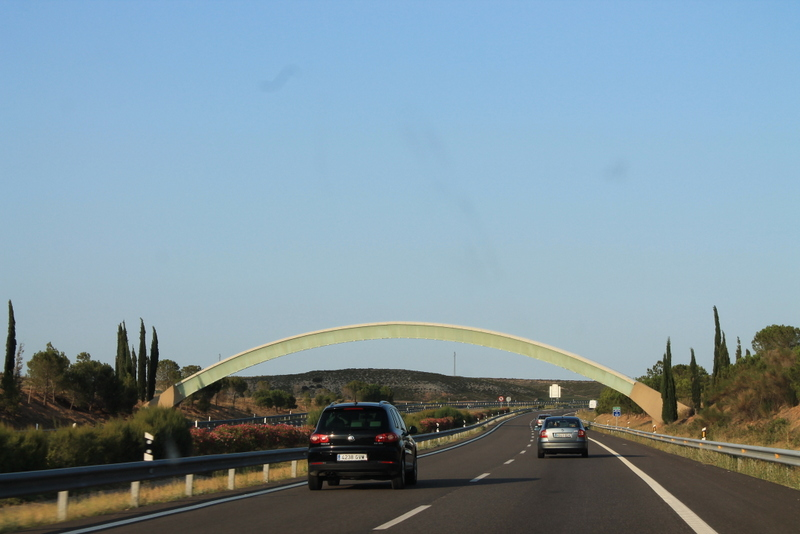
E 90 quert den Nullmeridian zw. Zaragoza und Barcelona

Die E90 führt etwa 998 km durch Zentralspanien:
- A-5: Badajoz–Madrid (387 km)
- A-2: Madrid–Saragossa (304 km)
- AP-2: Saragossa–Barcelona (307 km)

Von Barcelona aus führt die E90 über das Mittelmeer nach Sizilien. Eine direkte Fährverbindung, die den Weg von Barcelona nach Mazara de Vallo nachvollzieht, gibt es nicht. Um von Mazara de Vallo nach Barcelona oder umgekehrt zu gelangen, müssten insgesamt folgende Fährverbindungen in Anspruch genommen werden:
1. von Barcelona nach Genua
2. von Genua nach Palermo
3. von Palermo weiter nach Mazara de Vallo.

### Italien

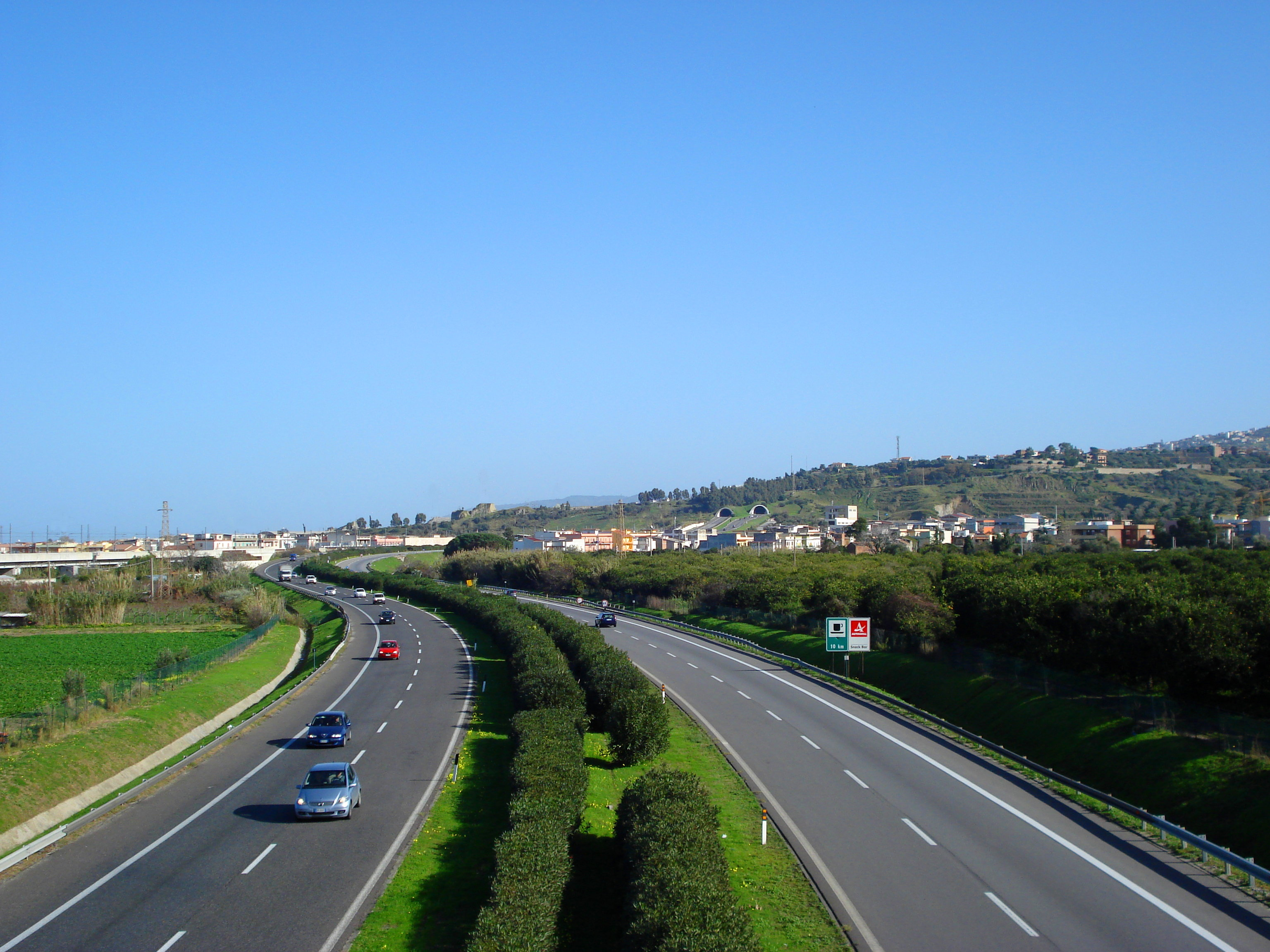
Die E 90 bei Torregrotta, Italien

Die E 90 führt etwa 900 km durch Italien. Zunächst verläuft die Strecke am nördlichen Rand Siziliens, dann von der Stiefelspitze Italiens über den oberen Teil des Absatzes. Von dort wird die Adria nach Griechenland überquert.
In Sizilien fehlt häufig die Beschilderung mit dem Europastraßensymbol; in der Regel findet sich nur das entsprechende Autobahnzeichen. Die Europastraße wird daher nur als Autostrada oder mit der jeweiligen Nummer bezeichnet (A29, A19, A20).
- Autostrada 29: Mazara del Vallo–Palermo (120 km)
- Autostrada 19: Palermo–Buonfornello (45 km)
- A20: Buonfornello–Messina (175 km)
- Fähre von Messina nach Villa San Giovanni (13 km)
- A2dir RC: Stadtumfahrung von Reggio Calabria (9 km)
- RA4: Stadtumfahrung von Reggio Calabria (6 km)
- SS 106: Reggio di Calabria–Tarent (478 km)
- SS 689: Stadtumfahrung von Tarent
- SS 7: Tarent–Brindisi (69 km)

### Griechenland

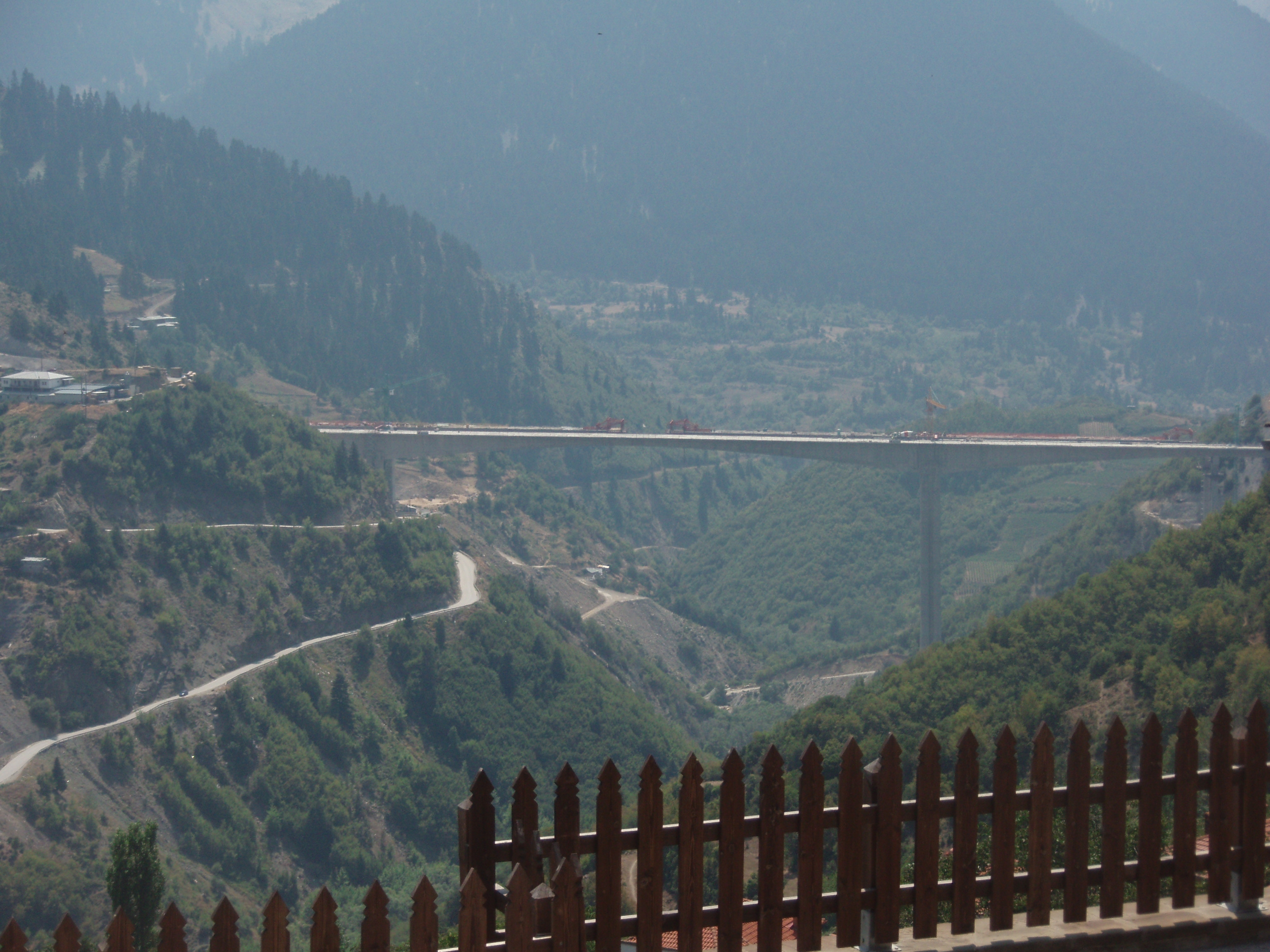
Egnatia Odos, Brücke Metsovitikos

Die E 90 führt 670 km durch das nördliche Griechenland. Die Route deckt sich mit der Autobahn A2, die landläufig als Egnatia Odos bezeichnet wird.
- Igoumenitsa–Ioannina (deckt sich mit der E 92 für 101 km)
- Ioannina–Konitsa–Veroia–Thessaloniki–Kavala–Alexandroupoli–Grenze zur Türkei bei Kipoi am Evros bzw. İpsala (türkische Seite)

### Türkei
- D 110 (Türkei): Grenze zu Griechenland bei İpsala–Keşan: (45 km) (zugleich E 84)
- D 550 (Türkei): Keşan–Gelibolu–Eceabat (108 km) (zugleich E 87)
- Fähre von Eceabat nach Çanakkale
- D 200 (Türkei): Çanakkale–Lapseki–Biga–Bandırma–westlich Bursa
- (Bursa Umgehung): westlich Bursa–östlich Bursa
- D 200: östlich Bursa–Eskişehir–westlich Ankara
- (Ankara Umgehung): westlich Ankara–südlich Ankara
- D 750 (Türkei): südlich Ankara–Aksaray–Pozantı
- (Autobahn Tarsus-Ankara): Pozantı–Autobahnkreuz mit O-51
- (Autobahn Adana-Erdemli): Autobahnkreuz mit O-21–westlich Adana
- (Adana Umgehung):  westlich Adana–östlich Adana
- (Autobahn Adana-Şanlıurfa):  östlich Adana–Osmaniye–Gaziantep–Nizip
- D 400 (Türkei): Nizip–Şanlıurfa–Nusaybin–Cizre
- D 430 (Türkei): Cizre–Silopi–Grenze zum Irak